# Caillouet-Orgeville
Caillouet-Orgeville ist eine französische Gemeinde mit 490 Einwohnern (Stand 1. Januar 2022) im Département Eure in der Region Normandie (vor 2016 Haute-Normandie). Sie gehört zum Arrondissement Les Andelys (bis 2017 Évreux) und zum Kanton Pacy-sur-Eure. Die Einwohner werden Caillouetais genannt.

## Geografie
Caillouet-Orgeville liegt etwa 13 Kilometer ostsüdöstlich von Évreux. Umgeben wird Caillouet-Orgeville von den Nachbargemeinden Boncourt im Norden und Nordwesten, Vaux-sur-Eure im Norden und Nordosten, Croisy-sur-Eure im Nordosten, Pacy-sur-Eure (mit Saint-Aquilin-de-Pacy) im Osten, Le Plessis-Hébert im Südosten, Boisset-les-Prévanches im Süden, Le Cormier im Westen und Südwesten sowie Cierrey im Westen.

## Geschichte
1846 wurden Caillouet und Orgeville zusammengelegt.

## Bevölkerungsentwicklung
| 1962                      | 1968 | 1975 | 1982 | 1990 | 1999 | 2006 | 2013 |
| ------------------------- | ---- | ---- | ---- | ---- | ---- | ---- | ---- |
| 263                       | 282  | 288  | 270  | 336  | 367  | 398  | 428  |
| Quelle: Cassini und INSEE |      |      |      |      |      |      |      |

## Sehenswürdigkeiten
- Menhir Caillou de Gargantua
- Kirche Notre-Dame in Caillouet
- Kirche Saint-Martin in Orgeville
- Schloss Orgeville aus dem 19. Jahrhundert